# Sergio León
Sergio León Limones (Palma del Río, 6 de janeiro de 1989) é um futebolista profissional espanhol que atua como atacante.

## Carreira
Sergio León começou a carreira no Betis.